# Neve tropicale
Neve tropicale (Tropical Snow) è un film drammatico del 1988 scritto e diretto da Ciro Durán.